# Longano
Longano község (comune) Olaszország Molise régiójában, Isernia megyében.

## Fekvése
A megye déli részén fekszik. Határai: Castelpizzuto, Gallo Matese, Isernia, Monteroduni, Pettoranello del Molise, Roccamandolfi és Sant’Agapito.

## Története
A település első írásos említése 1269-ből származik. A 19. században nyerte el önállóságát, amikor a Nápolyi Királyságban felszámolták a feudalizmust.

## Népessége
A népesség számának alakulása:

## Főbb látnivalói
- a középkori vár (Castello ) romjai
- San Bartolomeo Apostolo-templom